# ویشال کایث
ویشال کایث (انگلیسی: Vishal Kaith؛ زادهٔ ۲۲ ژوئیهٔ ۱۹۹۶) بازیکن فوتبال اهل هند است.
وی همچنین در تیم‌های ملی فوتبال India U19 و India U23 و هند بازی کرده‌است.